# Coturnipes cooperi
Coturnipes cooperi — вид викопних птахів родини Фазанові (Phasianidae) або близької до куроподібних групи Pangalliformes. Мешкав у середньому еоцені на території Англії та США.